# ファーストサーバ
ファーストサーバ株式会社（英: Firstserver, Inc.）は、かつて存在したホスティングサーバを中心とする事業を行う企業である。大阪市中央区に本社を置いていた。

## 沿革
- 1996年（平成8年）7月 - クボタシステム開発株式会社（現・クボタシステムズ）として、レンタルサーバー事業を開始。
- 1999年（平成11年）9月 - レンタルサーバーサービス「ファーストサーバ」を開始。
- 2000年（平成12年）6月 - ファーストサーバ株式会社として独立。
- 2001年（平成13年）2月 - ドメイン登録サービス開始。
- 2001年（平成13年）9月 - サイボウズのグループウェア製品を、レンタルサーバー上でサービス開始。
- 2002年（平成14年）3月 - シマンテック提供のメールウィルス駆除サービスの提供開始。
- 2003年（平成15年）7月 - 専用サーバーサービス開始。
- 2004年（平成16年）11月 - ヤフー株式会社の子会社となる。
- 2005年（平成17年）8月 - Windows DOT-NETレンタルサーバーサービスを開始。
- 2007年（平成19年）11月 - 管理者権限を開放したレンタルサーバーサービスを開始。
- 2008年（平成20年）4月19日に、岡田良介社長（当時）が、東海道新幹線の車内で全裸になる。
- 2009年（平成21年）10月 - 仮想専用サーバーサービスを開始。
- 2011年（平成23年）1月 - EC-CUBEクラウドサービス提供開始。
- 2012年（平成24年）6月20日 - サーバデータの全消失事件が発生。
- 2015年（平成27年）2月 - ヤフーが提供するIaaS型クラウド基盤を使用するサービスブランド「Zenlogic」を開始[1]。
- 2018年（平成30年）3月 - 親会社のヤフーが全株式をソフトバンク株式会社に譲渡し、同社が親会社となる[2]。
- 2019年（平成31年）4月1日 - 株式会社IDCフロンティアに吸収合併され解散[3]。

## 事件・事故

### 社長全裸逮捕事件
2008年（平成20年）4月19日に、岡田良介社長（当時）が、東海道新幹線の車内で全裸になったとして、公然わいせつの疑いで逮捕された。岡田本人からの申し入れを受けて翌日の4月20日に臨時取締役会が開かれ、岡田の辞任と森川裕和副社長の新社長就任が決定した。

### データ全消失事故
2012年（平成24年）6月20日に、クラウドデータのバックアップデータも含めて、全消失する事故を起こした。

#### 事故の経過
2012年（平成24年）6月20日17時頃（JST）に、脆弱性対策を特定のサーバ群に対し実施した。事前にこれらの更新プログラムは、検証環境において動作確認を行ない、問題が発生しないことを確認した後、本番環境で実施することとなった。
しかし、この更新プログラムに不具合があり、検証環境下での確認及び防止機能が十分に働かないことと、メンテナンスの時のバックアップの仕様が変更されたことによって、データ消失事故が発生した。
本来であれば、対象サーバだけに適用するプログラムであったが、コンピュータプログラムのバグによって、接続されていた全ての検証環境、本番環境、バックアップ環境に同時に不具合が適用され、データが全て消失した。
ウェブサイト以外にも、サイボウズのグループウェア商品のデータも消失し、多くの企業に影響を与えた。
この消失事故は、社内マニュアルに従わないことによって発生した。

#### ファイルの誤参照による障害
2012年6月20日に発生したデータ消失を免れ、残っていた一部のバックアップ環境で復旧プログラムを実行した。復旧プログラムの理解がないまま実行したので、不正なリカバリーファイルが作成された。その内容を確認せずに提供したので、ファイルの誤参照が発生した。

#### 情報漏洩
二次的な情報漏洩事故も発生した。2012年（平成24年）6月20日に発生した「データ消失事故」によるデータ復旧プログラムによって、消失データを復旧したものの、一部の顧客がアクセス権限のないデータを閲覧できる状態となった。
利用者の復元データを同じサーバの他の顧客がダウンロード可能となってしまったことによって、この事故は発生した。
この事故の対応として、混在したデータをダウンロードした可能性のある顧客に対して、電話連絡で復元データの削除を依頼した。

#### 関係者以外の見解
この事故に関し、ファーストサーバは多くのウェブサイトで批判を浴びた。対策として、隔離バックアップや、より一層のデータバックアップなどを行なうべきだという声が、匿名掲示板やブログ、SNSなどで多く挙がった。しかし、手間がかかるという理由で、二次バックアップなどの公式の事故再発防止策以外は、この事故以後も取られていない。
社内マニュアルを順守して作業していれば、本事故は発生しなかったものと推定される。しかし、もう一方では社内マニュアル順守では間に合わないほどの作業量があり、担当者の作成した作業自動化プログラムがなければ日々のサービス継続が困難であったことも推察される。

#### 損失
筆頭株主であったヤフー株式会社は、損害賠償支払いなどのために、「システム事故関連損失」として、特別損失12億1900万円を経費計上した。これにより、同年度のヤフーの特別損失の合計は、28億4100万円となった。

### Zenlogic全停止事故
Zenlogicで2018年（平成30年）6月19日より断続的に接続障害が発生し、メールの送受信・ホームページの閲覧・サーバーへのファイル転送等が利用困難な状況となった。ファーストサーバは緊急メンテンナンスのため「7月6日20時00分 ～ 最長7月9日08時00分」の異例の長時間、Zenlogicの全サービスを停止すると同年7月5日20:20に発表。メンテナンスは告知日を過ぎても終わらず同年7月9日 09:00、これを延長する事を発表。予定を大幅に超過した同年7月10日にサービス再開となった。